# (9145) Shustov
(9145) Shustov es un asteroide perteneciente al cinturón de asteroides, región del sistema solar que se encuentra entre las órbitas de Marte y Júpiter.
Fue descubierto el 1 de abril de 1976 por Nikolái Stepánovich Chernyj desde el Observatorio Astrofísico de Crimea.

## Designación y nombre
Designado provisionalmente como 1976 GG3 fue nombrado así en honor a Boris Mikhailovich Shustov (n. 1947) quien es subdirector del Instituto de Astronomía de la Academia de Ciencias de Rusia, experto en astrofísica, conocido por sus investigaciones sobre formación estelar, evolución estelar y galáctica y astronomía espacial. Fue vicepresidente de la Sociedad Astronómica Europea durante 1993-2000.

## Características orbitales
Shustov está situado a una distancia media del Sol de 2,632 ua, pudiendo alejarse hasta 3,055 ua y acercarse hasta 2,208 ua. Su excentricidad es 0,161 y la inclinación orbital 14,331 grados. Emplea 1559,43 días en completar una órbita alrededor del Sol.
Pertenece a la familia de asteroides de (15) Eunomia.

## Características físicas
La magnitud absoluta de Shustov es 12,89. Tiene 7,985 km de diámetro y su albedo se estima en 0,277.